# Ryakuji

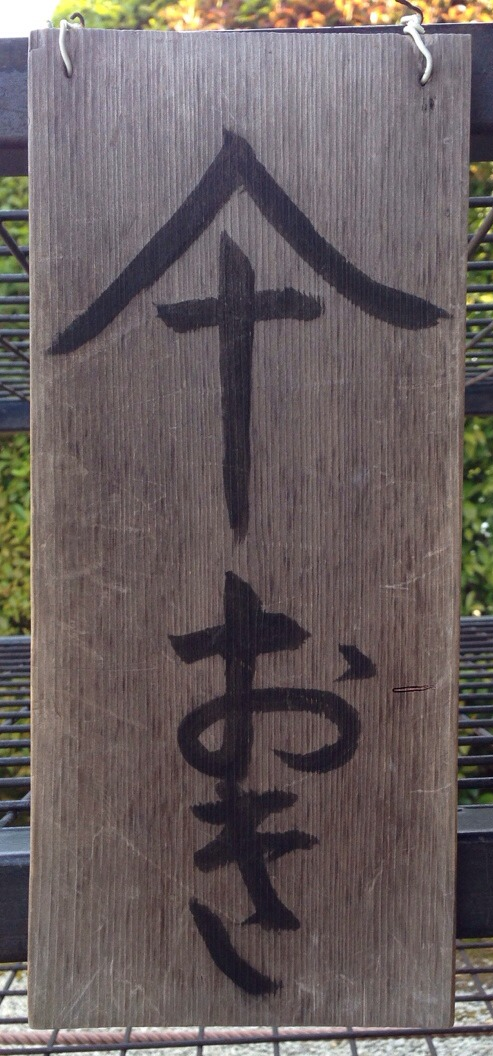
Cartello che riporta la scritta "portaombrelli" (仐おき, kasa-oki), la cui forma standard è 傘おき. Del carattere 傘, in questo caso, è stata utilizzata la controparte ryakuji 仐, formata dai kanji 人 e 十 senza la combinazione di quattro 人 al suo interno. Questa forma non è dissimile dal carattere cinese semplificato.

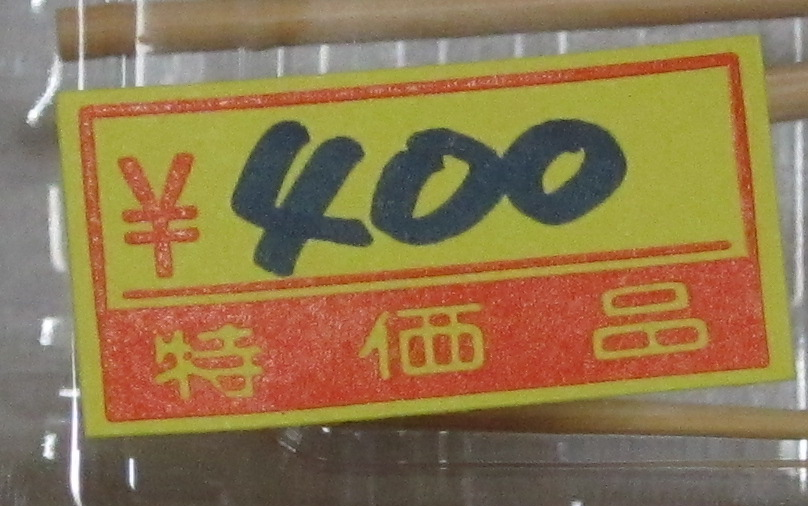
Etichetta con scritto il prezzo, 400 ¥, seguito dai kanji 特価品 (tokkahin, "merce a prezzo ridotto"). La forma ryakuji, in questo caso, si può individuare nel carattere 品, dove i due 口 in basso sono uniti.

Nella lingua giapponese i ryakuji (略字?, letteralmente "caratteri abbreviati", o 筆写略字?, hissha ryakuji, ossia "caratteri abbreviati scritti a mano") sono delle forme semplificate informali dei kanji.

## Validità
I ryakuji non sono elencati nella lista del kanji kentei (漢字検定?), poiché non sono né ufficialmente riconosciuti e né, per la maggior parte, codificati nel sistema Unicode. Tuttavia alcune forme semplificate di kanji hyōgai (表外字?, hyōgaiji, ossia kanji che non sono inclusi né nella lista tōyō né in quella jōyō) sono considerate varianti accettabili secondo il kanji kentei e sono, inoltre, incluse negli standard della JIS, poiché conformi alle semplificazioni che hanno portato alla creazione dei caratteri shinjitai (餠?→餅?, 摑?→掴?). Tra le altre forme "accettate" vi sono modi alternativi per scrivere i radicali ed ulteriori varianti grafiche. Alcuni ryakuji sono stati resi ufficiali con l'introduzione della lista dei caratteri shinjitai.
Alcune semplificazioni sono usate comunemente nella lingua giapponese come simboli tipografici speciali:
- 々?, il segno di raddoppiamento per i kanji, derivato da 仝?, a sua volta una variante del carattere 同?;[7]
- 〻?, derivato dal carattere 二? scritto in corsivo in un testo verticale;[8]
- 〆?, shime, semplificazione del kanji 占? (cfr. 占め?, oppure しめ?, shime) o, più precisamente, una versione stilizzata dei primi due tratti del carattere, ト?, resi in corsivo. Utilizzato per varie combinazioni di kanji che si leggono 占め?, shime, come per esempio 締め?, 閉め?, 絞め?, 搾め? e, ovviamente, la forma "base" 占め?;[9]
- ヶ?, piccolo ke, semplificazione di 箇?, utilizzato per sostituire 個? e altri kanji.[10]

Di questi simboli, solo 〆? e ヶ? sono riconosciuti come semplificazioni accettate, rispettivamente, dei kanji 締? e 箇?.
Sostituire caratteri più complicati con altri caratteri standard più semplici fa parte di un fenomeno diverso detto kakikae (書きかえ?). Per esempio, è possibile scrivere 年齢43歳? come 年令43才? (nenrei 43 sai, ossia "età di 43 anni"), sostituendo il carattere 齢? con la sua componente a destra (令?) e il carattere 歳? con 才? che, seppur non condividendo lo stesso significato di 歳?, viene pronunciato alla stessa maniera. Sostituire 齢? con 令? costituisce una semplificazione grafica che, allo stesso tempo, mantiene intatta la componente fonica; al contrario, 歳? e 才? sono due forme graficamente distinte che non condividono alcuna correlazione etimologica. In entrambi i casi non si parla di semplificazione ma di semplice sostituzione. Un altro esempio potrebbe essere la parola 醤油?, shōyu (salsa di soia), che può essere resa come 正油?.

## Utilizzo
I ryakuji sono utilizzati soprattutto in messaggi brevi e concisi come memorandum, annotazioni e altri testi scritti a mano. Il loro uso è nettamente declinato negli ultimi anni, probabilmente a causa dell'emergenza di nuovi metodi di input informatici avanzati che hanno reso insignificante la differenza del numero di tratti che intercorre tra un kanji semplice e uno più complesso. Ciononostante, il ryakuji corrispondente a 門? (mon, kado, che significa "porta, cancello") e tutte le varianti semplificate in cui si può trovare il radicale 門? sono ancora molto comuni al giorno d'oggi.

## Abbreviazioni per parole formate da più caratteri
Negli esempi che sono già stati illustrati, le abbreviazioni riguardano esclusivamente componenti che si trovano all'interno di un singolo carattere. Generalmente, caratteri separati non vengono semplificati in un unico kanji, salvo rari casi come 圕?, una forma abbreviata della parola 図書館?, toshokan, che significa "biblioteca". Nella lingua giapponese, tuttavia, le abbreviazioni per le parole formate da più caratteri sono molto rare, al contrario dei hanzi polisillabi che si possono incontrare, con frequenza più alta, nella lingua cinese.

## Esempi

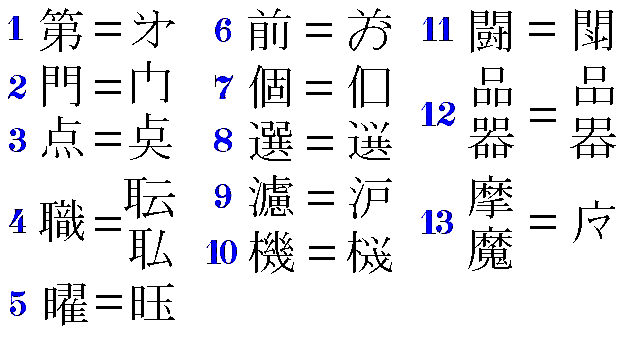
Alcuni ryakuji comunemente usati

### Annotazioni
I ryakuji riportati nell'immagine sopra si possono trovare principalmente su insegne e cartelli scritti a mano: ２門?, １２品? e １２器?, nelle loro varianti semplificate, sono le forme più comuni. Il carattere 門? è solitamente presente come radicale; i kanji che lo contengono (cfr. 間?) vengono abbreviati nella stessa maniera. Anche １第? e ５曜? sono relativamente comuni, mentre ３点? presenta la forma analoga con il carattere 魚?, reso come 𩵋?. Gli altri caratteri elencati, invece, non sono altrettanto comuni, anche se possono comunque comparire in appunti e annotazioni varie.
- １第? e ２門? sono, con ogni probabilità, i ryakuji più comuni. La variante di 第? è codificata in Unicode come U+3427 (㐧?),[19] ma tale forma non è presente né nei font MS Gothic, Minchō, né in Arial Unicode MS. Nonostante ciò, è stata utilizzata, in passato, su dei cartelli temporanei dell'autostrada Daisan Keihin, dove la nomenclatura giapponese, 第三京浜道路?, daisankeihin dōro, è stata resa come 㐧三京浜道路?.[20] La semplificazione del kanji 門?, invece, è codificata in Unicode come U+95EB (门?),[21] che corrisponde anche al carattere cinese 门S, ménP, strettamente legato alla forma giapponese 门? dal punto di vista etimologico, poiché entrambi i caratteri derivano dallo stile calligrafico sōshodai (草書体?, 草书S, cǎo shūP in cinese).[22][23] La combinazione per ottenere specificamente la variante giapponese è U+95E8 U+E0100.[24]
- ３点?, con i quattro tratti inferiori semplificati, è codificato in Unicode come U594C (奌?),[25] ma non è presente né nei font MS Gothic, né in quelli Minchō. È supportato da Arial Unicode,[26] SimSun,[27] SimHei,[28] Ming Liu,[27] KaiU[29] e New Gulim.[27] La stessa semplificazione si può trovare nel carattere 魚? (cfr. 𩵋?, U+29D4B).[30] I kanji 熱? e 馬?, anch'essi caratterizzati dai quattro tratti inferiori, vengono invece abbreviati mediante una linea orizzontale, rendendoli graficamente simili ai caratteri cinesi 马S e 鱼S.[31][32]
- ４職? presenta due forme semplificate, entrambe codificate in Unicode come U+830A (耺?) e U+2B7C9 (𫟉?).[33][34] Vengono utilizzate in annotazioni e appunti scritti a mano; tuttavia, lo stesso sistema non viene usato per abbreviare i caratteri 織? e 識?.
- ５曜? è presente in Unicode come U+2B782 (𫞂?).[35] Viene spesso scritto 旺? che, in realtà, è un altro kanji con pronuncia e significato diversi; perciò il tratto finale della componente 玉? viene aggiunto per disambiguare le due forme. L'abbreviazione è comune soprattutto nei cartelli dei negozi che hanno elencati i giorni della settimana.[36] La componente fonetica, 翟?, generalmente, rimane nella sua forma non semplificata negli altri kanji che la contengono, ossia 濯?, 擢?,櫂?, 躍?, 燿? e 耀?.
- ６前?, come １第? e ２門?, trae le proprie origini dalle forme in corsivo dello stile calligrafico sōshodai.[37]
- ７個? è presente in Unicode come U+3430 (㐰?).[38] L'abbreviazione consiste nella rimozione della componente all'interno del radicale 囗?, kunigamae. Esiste anche una variante ryakuji del carattere 国?, 囗?, da non confondere con 口?.[39]
- ８選? e １０機? non sono stati codificati in Unicode. Ciò che accomuna i due caratteri è la parte superiore, composta da due componenti che si ripetono. La semplificazione di tale parte in ⺍? è stata resa ufficiale in diversi kanji shinjitai, e.g. 榮?→栄?, 單?→単?, 嚴?→厳?, 巢?→巣?, 學?→学?.[40] Talvolta è possibile trovare un altro tipo di abbreviazione in cui la componente superiore del carattere 機? venga sostituita con quattro tratti concentrici, come nella parte inferiore del kanji 渋?.[41] 機? può anche essere scritto con un kana al posto del carattere 幾? (i.e. キ? oppure き?), che indica la lettura on del carattere, ossia ki.[41]
- ９濾? è presente in Unicode come U+6CAA (沪?).[42] Viene utilizzato di rado al di fuori delle cerchie scientifiche, dove si possono incontrare con più probabilità espressioni come 濾過? (roka, percolazione). Questa semplificazione può apparire su documenti cartacei.[43] Anche la componente 盧?, pronunciata anch'essa ro, proprio come 慮?, viene spesse volte sostituita con il carattere 戸?, come in 蘆?→芦?[44] e nel carattere shinjitai 爐?→炉?.[40]
- １１闘?, oltre ad essere reso come 閗? (Unicode U+9597),[45] viene, talvolta, semplificato come 斗?. Il kanji 闘? viene, perciò, sostituito con un altro kanji (斗?), che presenta la stessa pronuncia on, ossia tō. Questo viene considerato come un caso di kakikae (書きかえ?), ossia uno dei casi in cui un kanji standard può essere sostituito con un altro kanji standard, laddove le pronunce on coincidano.[46] La forma "ibrida" 閗?, invece, è da considerarsi propriamente come un ryakuji. Un altro esempio di kaikae è 年齢43歳?→年令43才? (nenrei 43-sai, ossia "età di 43 anni"); tali semplificazioni possono anche apparire in testi stampati.
- １２品? è presente in Unicode come U+20BEE (𠯮?).[47] L'abbreviazione analoga per il kanji 器?, al momento, non è ancora stata codificata. Le parti del carattere che contengono i due 口? vengono unite tra di loro, riducendo il numero di tratti da sei a tre. Un esempio analogo, ma con tre 口? anziché due, è da ritrovarsi nel carattere 靈?, la forma kyūjitai di 霊?: anche qua, le tre componenti vengono unite le une alle altre.[48]
- １３摩? e 魔? non sono ancora stati codificati in Unicode. La forma semplificata con il carattere katakana マ?, ma si riferisce alla lettura on dei due kanji (i.e. ma). 魔? è semplificato in tale maniera principalmente nei manga,[49] mentre 摩? si trova spesso in toponimi come quello di Tama, Tokyo (多摩市?).[50]

### Altri esempi
Omettere componenti e dettagli è una pratica comune; come nell'esempio di 傘?→仐?, il kanji che ne risulta è spesso non-standard.
Se il carattere viene sostituito con un altro kanji dalla stessa pronuncia, si parla più propriamente di kakikae (書きかえ?). D'altra parte, se il risultato è o un kanji non-standard, oppure uno con una pronuncia diversa (quindi utilizzato solo come semplificazione grafica), si può parlare di ryakuji. Uno degli esempi più comuni è il kanji 巾? per indicare 幅?, haba, "larghezza". Queste semplificazioni grafiche sono spesso ambigue, ma la loro presenza in un contesto preciso è sufficiente a delinearne la pronuncia corretta. Tale fenomeno si riscontra principalmente nelle parole composte più comuni, come illustrato nei seguenti esempi:
- 齢?→令? in 年齢?, nenrei, "età" (cfr. 年令?)
- 歴?→厂? in 歴史?, rekishi, "storia" (cfr. 厂史?)
- 経?→圣? in 経済?, keizai, "economia" (cfr. 圣済?)

In alcuni casi, può capitare che un carattere venga scritto nella sua forma abbreviata solo quando si trova all'interno di un kanji composto e che, in isolamento, tale kanji non possa venir semplificato allo stesso modo. Per esempio, 卒?, nelle forme composte, appare come 卆?, cfr. 酔? (che corrisponde alla forma kyūjitai 醉?). 卆?, scritto al posto di 卒? quando quest'ultimo non è accompagnato da nessun radicale, come nell'esempio di 新卒?, shinsotsu ("neolaureato"), è una forma non ufficiale, ossia un ryakuji. Un altro esempio è il kanji 專?, che è reso come 云? in alcuni caratteri shinjitai, come ad esempio 伝? (cfr. la forma kyūjitai 傳?). La forma shinjitai di 專?, invece, è stata semplificata diversamente, cfr. 専?, che si può trovare anche nella parte inferiore del kanji 薄?. In questo caso, semplificare la componente 専? in 云? equivarrebbe a creare una forma non standard, ossia un ryakuji.
Altri esempi meno comuni derivano dalle forme abbreviate utilizzate negli stili calligrafici, o da testi stampati basati sullo stile calligrafico, dove un carattere standard viene prima scritto in maniera abbreviata in corsivo (草書体?, sōshodai) e, in un secondo momento, convertito in stampatello nella sua forma semplificata (楷書?, kaisho). È lo stesso principio utilizzato per alcuni caratteri semplificati ufficiali shinjitai, come ad esempio 學?→学?, e per alcune forme già analizzate in precedenza (第?→㐧?) le quali, non facendo parte della lista ufficiale delle forme shinjitai, rimangono dei ryakuji. Uno degli esempi informali più noti è 喜?→㐂? (un kanji formato dal carattere 七?, shichi, "sette", ripetuto tre volte), che si può trovare molto di frequente sulle insegne dei negozi e sulle confezioni dei prodotti. Altri casi simili includono 鹿?→𢈘? e la sostituzione della parte all'interno del kanji 風? con due tratti 丶? simili a quelli che si trovano nella componente inferiore del carattere 冬?. Il kanji 御? presenta diverse semplificazioni di questo tipo. Nella parola Niigata (新潟?), il secondo carattere è raro e complesso, rendendo molto gettonata la semplificazione 潟?→泻?.

#### Caratteri derivati
I caratteri derivati da un singolo kanji base presentano anch'essi i propri ryakuji, i quali vengono ottenuti tramite un meccanismo di semplificazione analogo. Di seguito è riportata l'abbreviazione del kanji 門? e dei caratteri da esso derivati:
- 門?
- 間?
- 開?

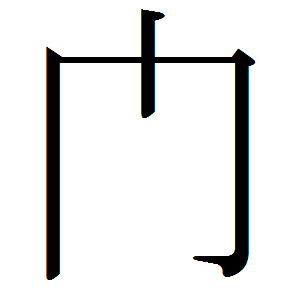
門
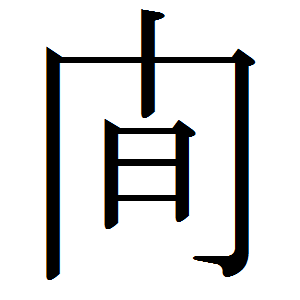
間
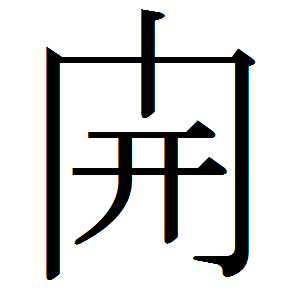
開

La semplificazione 魚?→𩵋? può apparire in diversi kanji composti che presentano il radicale del pesce, come la parola 鮨?, "sushi", il cui ryakuji si trova spesso sulle insegne dei negozi.

#### Semplificazioni fonetiche
Alcuni ryakuji sono caratteri semplificati di natura fono-semantica, dove il radicale viene mantenuto come componente semantica, mentre il resto del carattere viene sostituito con un katakana (o, più raramente, un hiragana) che riveste il ruolo di rappresentarne la lettura on, come nell'esempio di 議? (20 tratti), che può essere abbreviato come 言? (componente semantica) + ギ? (pronunciato gi, corrispondente alla lettura on del kanji).

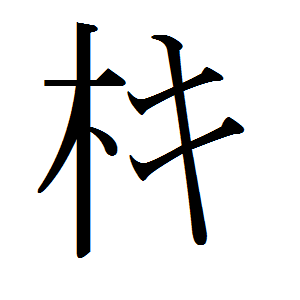
機? → 木? + キ? ki
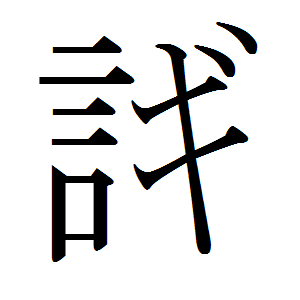
議? → 言? + ギ? gi
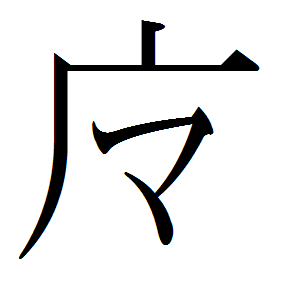
魔?, 摩? → 广? + マ?

Un altro esempio è il kanji 層?, sō, dove la componente 曽? viene sostituita con il kana ソ?, so.
Talvolta vengono impiegati persino delle lettere dell'alfabeto latino: per esempio, il carattere 憲?, utilizzato nell'espressione 憲法?, kenpō ("costituzione"), può essere abbreviato come 宀? + K (con il radicale 宀? posto sopra alla lettera K); tale forma viene utilizzata molto spesso nelle scuole di legge. Lo stesso meccanismo viene applicato con la combinazione di kanji 慶應? (Keiō) che è anche il nome di una nota università di Tokyo, ossia l'università Keio, dove i caratteri vengono resi rispettivamente come 广? + K e 广? + O, con le lettere K e O poste al di sotto del radicale 广?. In questo caso, la pronuncia inglese delle lettere "K" e "O" è simile a Keiō, il che spiega il motivo di tale abbreviazione.
Il carattere 機? ha diversi ryakuji, dato che è un carattere comune che, con i suoi 16 tratti, è relativamente complesso da scrivere. Oltre al tipo di abbreviazione fono-semantica che è già stato illustrato sopra, vi sono anche diverse semplificazioni grafiche, com'è possibile vedere di seguito.

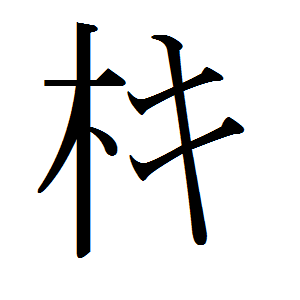
木?+キ?
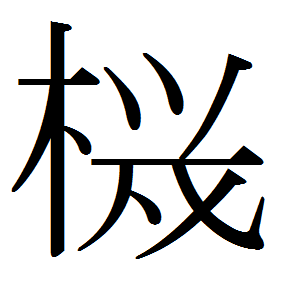
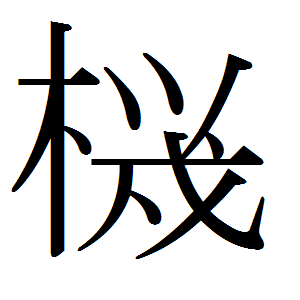
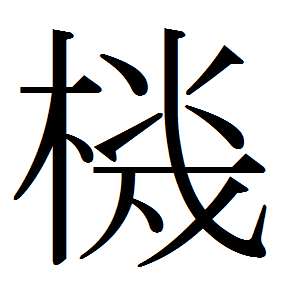